# Евеліна Майр
Евеліна Майр (італ. Evelyn Mayr; нар. 12 травня 1989) — колишня італійська тенісистка.
Найвищу одиночну позицію світового рейтингу — 301 місце досягла 19 липня 2010, парну — 247 місце — 20 вересня 2010 року.
Здобула 7 одиночних та 7 парних титулів.
Завершила кар'єру 2013 року.

## Фінали ITF
| Турніри $100,000 |
| Турніри $75,000  |
| Турніри $50,000  |
| Турніри $25,000  |
| Турніри $10,000  |

### Одиночний розряд: 13 (7–6)
| Результат | Ранг | Дата     | Турнір                    | Покриття  | Суперниця             | Рахунок       |
| --------- | ---- | -------- | ------------------------- | --------- | --------------------- | ------------- |
| Поразка   | 1.   | Лип 2007 | ITF Гархінг, Німеччина    | Ґрунт     | Nikola Vajdová        | 1–6, 1–6      |
| Поразка   | 2.   | Сер 2007 | ITF Вестенде, Бельгія     | Тверде    | Ольга Брозда          | 6–3, 3–6, 0–6 |
| Поразка   | 3.   | Вер 2007 | ITF Інсбрук, Австрія      | Ґрунт     | Petra Sunić           | 2–6, 3–6      |
| Перемога  | 1.   | Лют 2008 | ITF Ареццо, Італія        | Ґрунт (i) | Анастасія Гримальська | 6–4, 6–3      |
| Перемога  | 2.   | Сер 2008 | ITF Ферсмольд, Німеччина  | Ґрунт     | Романа Теджакусума    | 5–7, 6–4, 6–3 |
| Перемога  | 3.   | Вер 2008 | ITF Інсбрук, Австрія      | Ґрунт     | Ірина Бурячок         | 6–1, 2–6, 6–1 |
| Перемога  | 4.   | Кві 2009 | ITF Шибеник, Хорватія     | Ґрунт     | Анналіза Бона         | 7–5, 7–6(7–3) |
| Перемога  | 5.   | Лют 2010 | ITF Албуфейра, Португалія | Тверде    | Елиця Костова         | 6–4, 6–4      |
| Перемога  | 6.   | Бер 2010 | ITF Анталія, Туреччина    | Ґрунт     | Джулія Майр           | 6–4, 6–2      |
| Поразка   | 4.   | Бер 2010 | ITF Анталія, Туреччина    | Ґрунт     | Міхаела Похабова      | 1–6, 5–7      |
| Поразка   | 5.   | Сер 2010 | ITF Перчах, Австрія       | Ґрунт     | Джулія Майр           | 3–6, 1–6      |
| Перемога  | 7.   | Кві 2011 | ITF Бол, Хорватія         | Ґрунт     | Анна-Лена Фрідзам     | 7–6(7–3), 6–2 |
| Поразка   | 6.   | Жов 2011 | ITF Анталія, Туреччина    | Ґрунт     | Джулія Майр           | 1–6, 3–6      |

### Парний розряд: 16 (7–9)
| Результат | Ранг | Дата            | Турнір                        | Покриття   | Партнерка      | Суперниці                                       | Рахунок               |
| --------- | ---- | --------------- | ----------------------------- | ---------- | -------------- | ----------------------------------------------- | --------------------- |
| Поразка   | 1.   | 21 липня 2007   | Гархінг-бай-Мюнхен, Німеччина | Ґрунт      | Франціска Клоц | Оксана Калашникова Катарійна Туогімаа           | 5–7, 3–6              |
| Перемога  | 1.   | 29 серпня 2009  | Portschach, Австрія           | Ґрунт      | Джулія Майр    | Мартіна Качіотті Тіна Обреж                     | 6–2, 4–6, [10–6]      |
| Поразка   | 2.   | 4 вересня 2009  | Бассано-дель-Граппа, Італія   | Ґрунт      | Джулія Майр    | Марина Шамайко Сопія Шапатава                   | 1–6, 7–5, [8–10]      |
| Поразка   | 3.   | 24 жовтня 2009  | Глазго, Велика Британія       | Тверде (i) | Джулія Майр    | Емма Лайне Мелані Саут                          | 3–6, 2–6              |
| Перемога  | 2.   | 13 лютого 2010  | Валі-ду-Лобу, Португалія      | Тверде     | Джулія Майр    | Сандра Мартинович Ліза Сабіно                   | 6–2, 6–1              |
| Поразка   | 4.   | 13 березня 2010 | Анталія, Туреччина            | Ґрунт      | Джулія Майр    | Дьяна Бузян Андрея Міту                         | 7–6(7–3), 1–6, [9–11] |
| Поразка   | 5.   | 7 серпня 2010   | Монтероні-д'Арбія, Італія     | Ґрунт      | Джулія Майр    | Клаудія Джовіне Валентіна Сульпіціо             | 2–6, 6–4, 4–6         |
| Перемога  | 3.   | 28 серпня 2010  | Перчах, Австрія               | Ґрунт      | Джулія Майр    | Даліла Якупович Вів'єнне В'єрін                 | 6–4, 6–1              |
| Поразка   | 6.   | 11 вересня 2010 | Денен, Франція                | Ґрунт      | Джулія Майр    | Надія Гуськова Марина Заневська                 | 2–6, 0–6              |
| Поразка   | 7.   | 7 березня 2011  | Мадрид, Іспанія               | Ґрунт      | Джулія Майр    | Ніколе Клеріко Летісія Костас                   | 0–6, 1–6              |
| Перемога  | 4.   | 14 березня 2011 | Мадрид, Іспанія               | Ґрунт      | Джулія Майр    | Лусія Сервера-Васкес Бенедетта Давато           | 6–2, 6–2              |
| Поразка   | 8.   | 11 квітня 2011  | Бол, Хорватія                 | Ґрунт      | Джулія Майр    | Мартіна Борецька Мартіна Кубічикова             | 2–6, 4–6              |
| Поразка   | 9.   | 16 травня 2011  | Брешія, Італія                | Ґрунт      | Джулія Майр    | Карен Кастібланко Фернанда Ерменежилду          | 6–4, 3–6, 4–6         |
| Перемога  | 5.   | 19 вересня 2011 | Мадрид, Іспанія               | Ґрунт      | Джулія Майр    | Rocio de la Torre-Sanchez Georgina Garcia Perez | 6–1, 6–4              |
| Перемога  | 6.   | 3 жовтня 2011   | Анталія, Туреччина            | Ґрунт      | Джулія Майр    | Анаук Тіґу Бернісе ван де Велде                 | 7–6(7–5), 6–0         |
| Перемога  | 7.   | 19 березня 2012 | Анталія, Туреччина            | Ґрунт      | Джулія Майр    | Клаудія Джовіне Теодора Мирчич                  | 6–2, 6–3              |